# Serjania erecta
Cinco-Folhas, Timbó-bravo, Turarié (Serjania erecta Radlk.)  é uma árvore medicinal do Brasil.